# Río Navia
El río Navia es un río del norte de la península ibérica, uno de los más importantes de la vertiente cantábrica, cuyo curso se reparte entre Galicia y Asturias (España). Nace en la aldea de Busnullán, en el municipio de Piedrafita del Cebrero (Lugo), y desemboca formando una ría en Navia, Asturias, en el mar Cantábrico, entre el cabo de San Agustín y Peñafurada. Drena un área de 2578 km².

## Recorrido
El Navia nace en las cercanías de El Cebrero concretamente en la pequeña aldea de Busnullán en el concello de Piedrafita del Cebrero, un lugar del Camino de Santiago. A poco de comenzar su recorrido, el Navia se ve cruzado por la Nacional VI y en el pueblo de Los Nogales lo atraviesa un primer puente. Los siguientes son el de Puentes de Gatín, en la parroquia de Liber, situado sobre el trayecto de la calzada romana Vía XIX, y el de Puebla de Navia, también de origen romano.
Sirve después de límite —desde Envernallas a La Muria— entre Galicia y el Principado de Asturias, se interna brevemente en el Principado y vuelve a Galicia, pasando por Riodeporcos y Ouviaño. Su curso sigue entonces rumbo hacia el norte. Aquí acoge a un primer afluente importante —el Ibias— y luego, en Villagudín, entra de forma definitiva en Asturias. Se acerca entonces a Villarpedre —donde se le añade el río del Oro—, Salime y llega a la presa de Grandas, una obra de ingeniería construida entre 1945 y 1952.
Poco después de Grandas está Vallias, donde empieza el embalse de Doiras y desemboca el río Agüeira. Enfrente otro río, el Riellu, con su sucesión de cascadas. En esta parte el recorrido del río se encajona entre montañas. Aguas abajo van sucediéndose los pueblos de San Esteban de los Buitres, Lantero, Bullaso, Cedemonio y Gío. Finalmente la presa de Doiras.
En Merou comienza la cola del embalse de Arbón, el más próximo al mar, con el embarcadero de Castrillón. Luego más afluentes –el Polea—, algunos de ellos de nuevo con cascadas —Loredo, río Frío, etc.—, y más pueblos (Lendiglesia, Miñagón, Serandinas) siempre entre bosques. En las cercanías de la presa de Doiras, se encuentra el campo de entrenamiento de la Federación Española de Piragüismo y la confluencia con el arroyo de las Pontigasque forma, unos kilómetros más arriba, las cascadas de Oneta.
Pasada la presa de Arbón se inicia el tramo final del curso. El paisaje se hace más amplio pero siempre recubierto por una densa vegetación. El río serpentea entre bosques y prados y, de vez en cuando, se abre en intrincados ramales (forcadas) y forma islotes. Nuevos pueblos en las laderas del valle —Villacondide, Cacabellos, y el enclave del meandro de Porto—.
- Puestos de control: 10.[3]

## Afluentes
Sus afluentes tienen una longitud de 160 km. El más importante es el Ibias, que tiene una longitud de 60,5 kilómetros y una superficie vertiente algo superior a los 300 kilómetros cuadrados. Otros afluentes son el río Ser (23 km), el río Rao, el Suarna (14,5 km), el río del Oro (22,8 km) y el Lloredo (14,2 km), el río Agüeira (47 km) y, ya en su desembocadura, el Meiro (20 km).

## Localidades de paso
De su nacimiento hasta su desembocadura cruza 19 municipios:
- En la provincia gallega de Lugo: Piedrafita del Cebrero, Los Nogales, Becerreá, Cervantes, Navia de Suarna
- En Asturias: Ibias
- En Lugo, Galicia: Fonsagrada, Negueira de Muñiz
- En Asturias: Grandas de Salime, Allande, Pesoz, Illano, Villayón y Boal antes de desembocar en el mar entre Navia y Coaña.

## Protección medioambiental
En su tramo lucense, buena parte del curso alto del Navia pertenece a la Reserva de la Biosfera de Os Ancares Lucenses y Montes de Cervantes, Navia y Becerreá al discurrir por los municipios de Becerreá, Cervantes y Navia de Suarna. Configura un estrecho valle que atraviesa la Reserva de sur a norte constituyendo un espacio característico de los valles sublitorales cantabro-atlánticos. Al albergar los núcleos de mayor población de la región, en el valle predominan los cultivos agrícolas y forestales frente a la vegetación natural constituida de bosques de ribera adyacentes.
Parte de la cuenca alta de este río está incluida en el Parque natural de las Fuentes del Narcea, Degaña e Ibias.[cita requerida]
En río drena también varios Lugares de Importancia Comunitaria (LIC) de la Red Natura 2000: LIC Río del Oro, LIC Alcornocales de Navia, LIC Fuentes del Narcea y del Ibias, LIC Río Navia, LIC Río Ibias y LIC Sierra de Los Lagos. Goza también de protección el paisaje protegido de las Sierras de Carondio y Valledor. Entre otros objetos de protección se destaca la protección de fauna como el oso pardo, nutrias, desmán ibérico, murciélagos y diversos invertebrados y anfibios, así como protección de la flora como de alcornocales y robledales.
La zona que cubre el curso bajo y desembocadura del Navia está clasificada como Lugar de Interés Geológico (LIG) por el Instituto Geológico y Minero de España.

## Centrales hidroeléctricas
El importante desnivel que salva hasta su llegada al mar ha sido aprovechado para la construcción de tres centrales hidroeléctricas: la del embalse de Salime, del embalse de Doiras y del embalse de Arbón. Una cuarta, la del embalse de Suarna, ha estado en proyecto desde 1951 pero fue rechazada en 2012 por el Ministerio de Medio Ambiente por su grave impacto ambiental en el municipio de Ibias, en Asturias, y en los de Fonsagrada y Navia de Suarna, en Galicia. De haberse construido, 80 km de los 150 que cuenta el río habrían quedado embalsados.

## Etimología
Según el lingüista Martín Sevilla Rodríguez, el nombre deriva del vocablo indoeuropeo naus que significa 'barco', pudiendo encontrarse términos paralelos a naus en otras lenguas de origen indoeuropeo:
- 'navya' ('navegable');
- 'naviya' ('flota, escuadra');
- 'neios' ('naval, relativo a la nave');

El estudio concluye entonces que el río fue llamado Nawia en una lengua indoeuropea hablada en la zona en tiempos remotos y que le fue dado ese nombre por tratarse de un río navegable, que es el significado etimológico de su nombre. Posteriormente, con la romanización, se llegó a la forma Navia actual.
Otros lingüistas afirman que el nombre le fue dado por la diosa Nabia o Navia, cuyo nombre tiene el mismo origen indoeuropeo, y que en la mitología gallega y lusitana es la única diosa constatada en toda la amplia región situada al norte del río Duero. Diosa polifuncional y relacionada con el agua, su nombre habría significado 'valle' entendiéndose como 'valle donde fluye un río' y se encuentra en muchos topónimos e hidrónimos del noroeste peninsular.